# ライスプディング

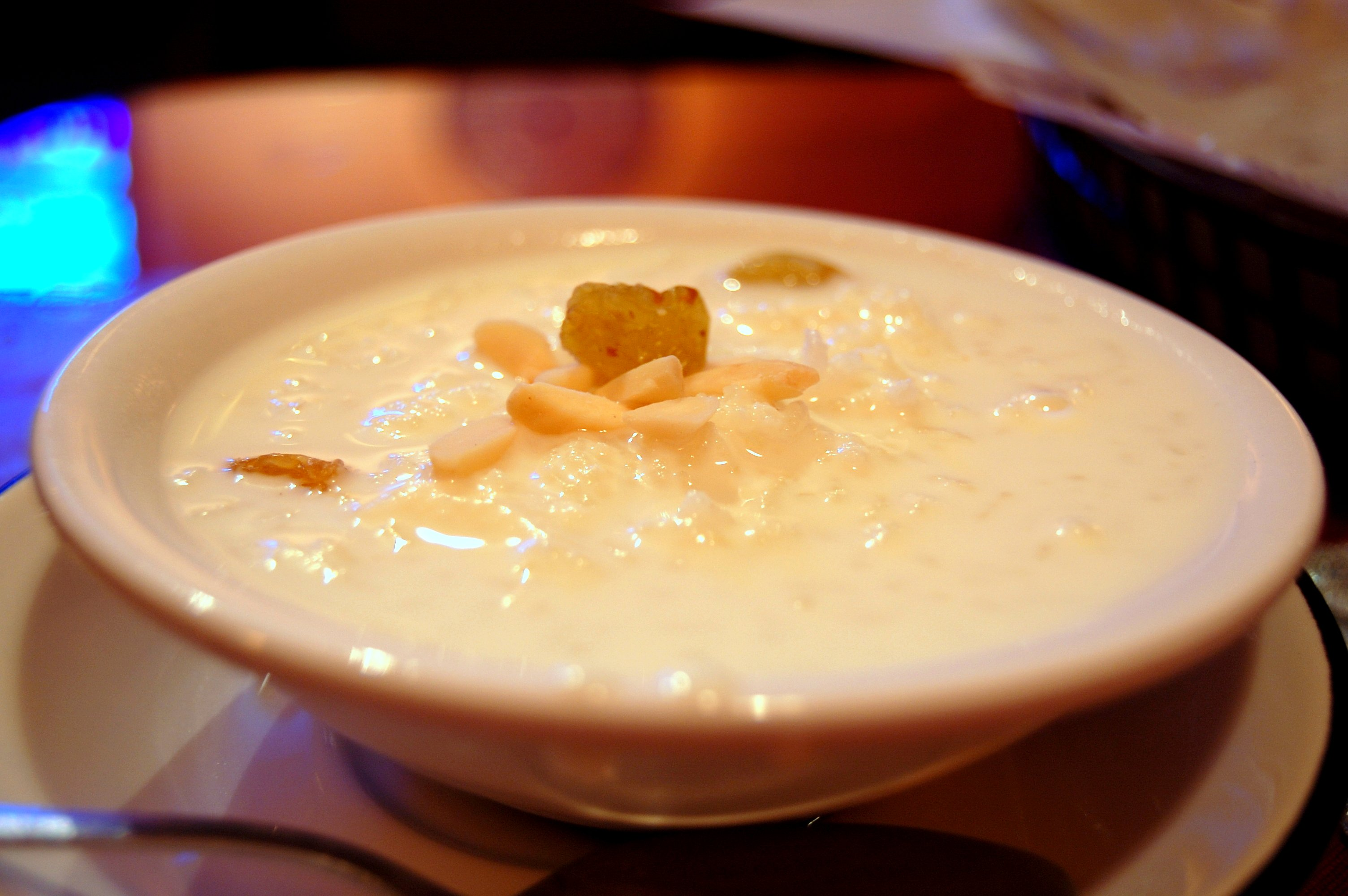
インド料理のライスプディング（キール）

ライスプディング（英: rice pudding）は、米をミルクで煮た料理である。同様のものが世界各地に存在する。日本では乳糜（にゅうび）、乳粥（ちちがゆ）、ミルク粥（ミルクがゆ）などとも呼ばれる。

## 概要
ライスプディングは米をミルク（多くは牛乳。ヤギ乳など他の家畜の乳も使われる）で煮て作られる。主食として供されることもあるが、デザートとして甘い味付けがされる場合が多い。
デザートとしてはシナモン、カルダモンなどの香辛料、各種のジャム、ナッツ、ドライフルーツなどが加えられる場合がある。また温かいままか、冷やして食べられるかといった違いも地域や習慣によって多様である。

## 名称
「乳糜」の名は漢訳仏典に基づく。苦行を経た釈迦が、村娘スジャーターから供養されたのが乳糜つまり乳粥（サンスクリット語: पायस, pāyasa ）であったとされる。この後、釈迦は悟りを開いたという。

## 主なライスプディング

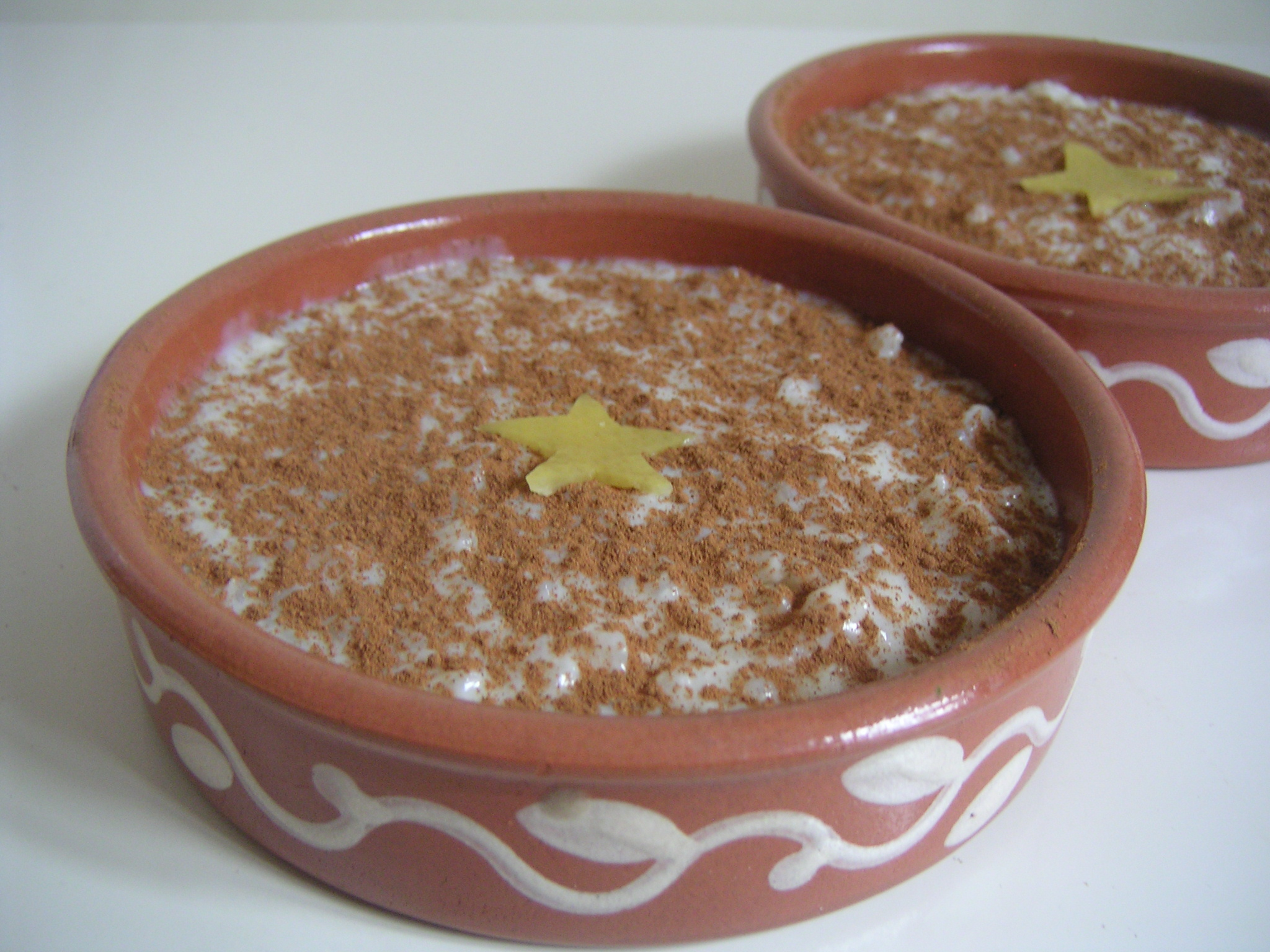
アロス・コン・レチェ

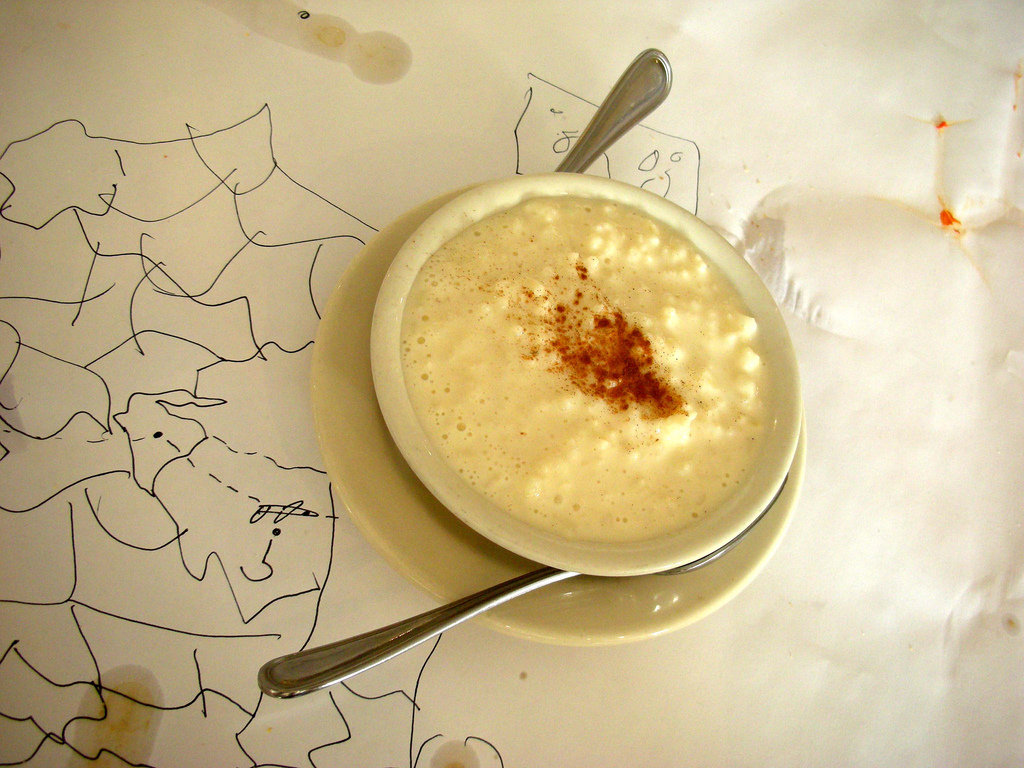
アロス・コン・レーチェ

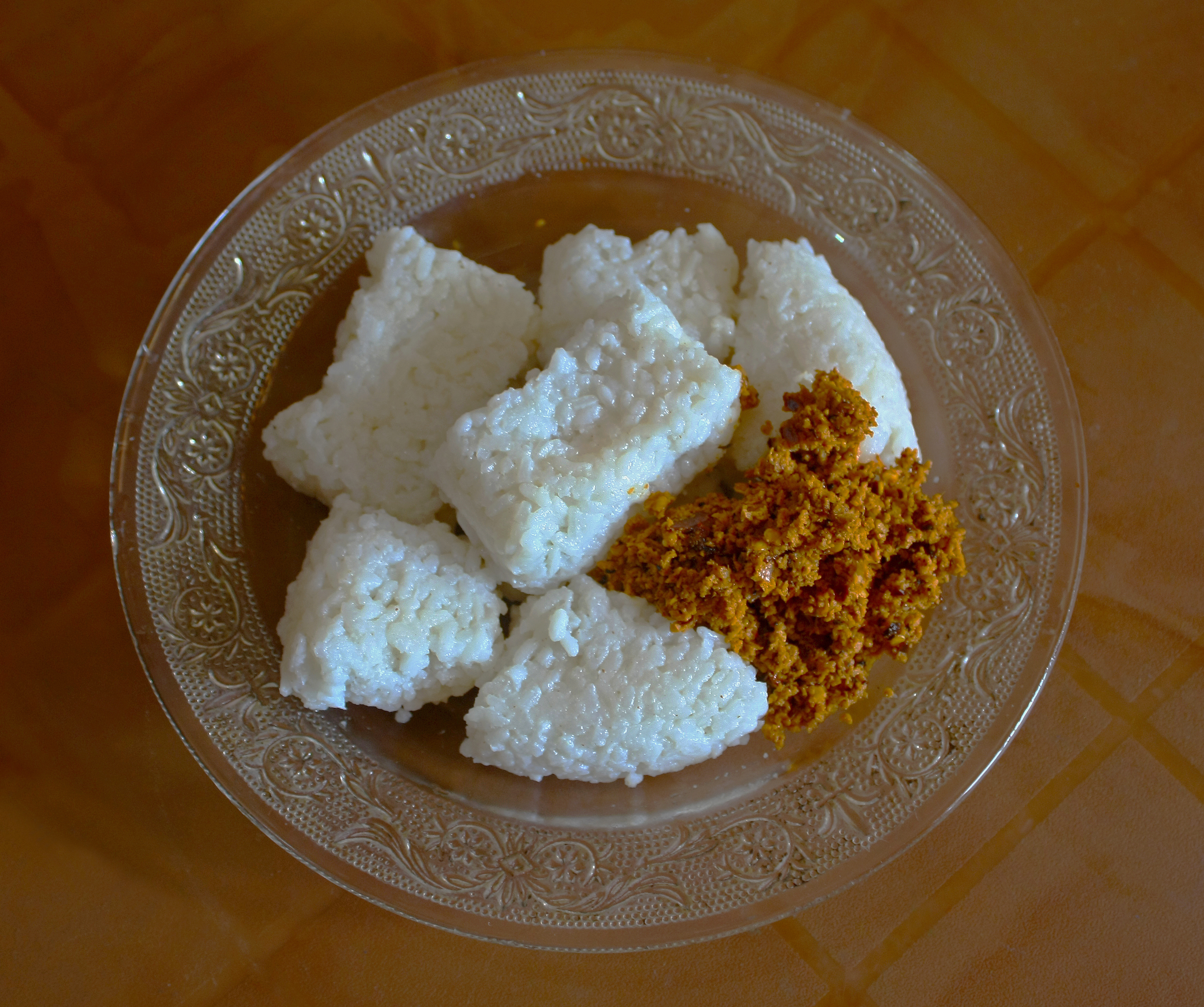
キリバット

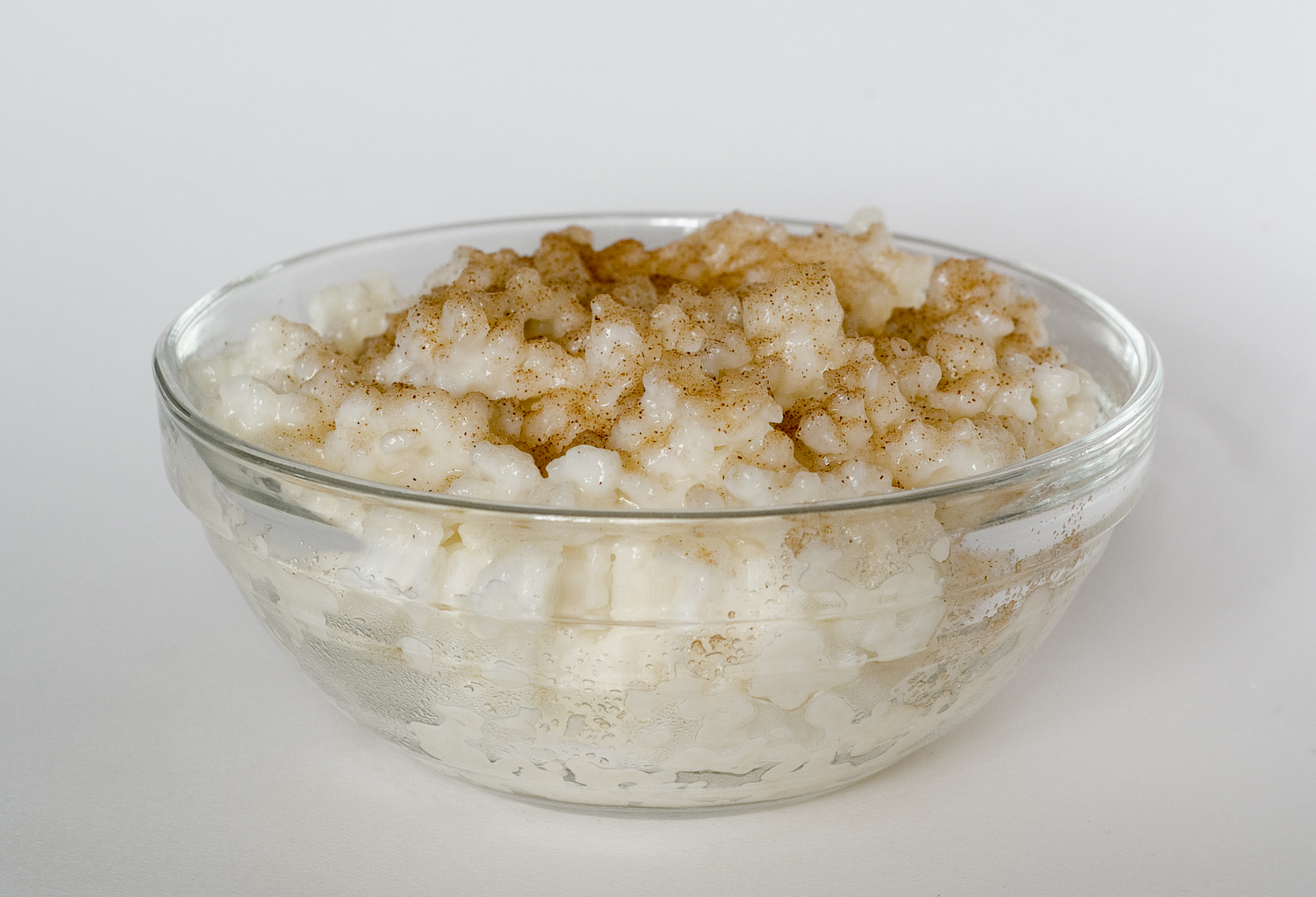
シナモンと砂糖を添えたミルヒライス

以下、各国に於ける代表的なライスプディングの名称を挙げる。
- アシュレ（ トルコ） - 別名『ノアの箱船プディング』：米や麦、豆類、ドライフルーツとナッツを砂糖や蜂蜜で味付けした菓子。[1][2]
- アロース・ドセ（ポルトガル語版、英語版）（ポルトガル）
- アロス・コン・レチェ（ スペイン、中南米）
- カーシャ（ ロシア、スラブ諸語）
- キール（インド）
- キリバット（スリランカ）
- シー・ブレンチ（ペルシア語版、英語版）（イラン）
- ストラッチ（ トルコ）
- テイベリジュ（ハンガリー語版）（ハンガリー）
- ミルヒライス（ ドイツ、北欧）
- ライスタブライ（オランダ語版）（オランダ）
- リオレ（ フランス）
- リーシプーロ（ フィンランド）
- リス・アラマン（デンマーク）
- リズ・ビル＝ハリーブ（レバノン）
- リゾヤロ（ギリシア語版、英語版）（ギリシャ）
- ロズ・ビッ＝ラバン（エジプト）